# Grass Lake (Míchigan)
Grass Lake es una villa ubicada en el condado de Jackson en el estado estadounidense de Míchigan. En el Censo de 2010 tenía una población de 1173 habitantes y una densidad poblacional de 481,29 personas por km².

## Geografía
Grass Lake se encuentra ubicada en las coordenadas 42°15′3″N 84°12′22″O / 42.25083, -84.20611. Según la Oficina del Censo de los Estados Unidos, Grass Lake tiene una superficie total de 2.44 km², de la cual 2.43 km² corresponden a tierra firme y (0.11%) 0 km² es agua.

## Demografía
Según el censo de 2010, había 1173 personas residiendo en Grass Lake. La densidad de población era de 481,29 hab./km². De los 1173 habitantes, Grass Lake estaba compuesto por el 94.71% blancos, el 1.11% eran afroamericanos, el 1.19% eran amerindios, el 0.09% eran asiáticos, el 0% eran isleños del Pacífico, el 0.85% eran de otras razas y el 2.05% pertenecían a dos o más razas. Del total de la población el 1.53% eran hispanos o latinos de cualquier raza.